# Andrés Iniestra
Andrés Iniestra Vázquez Mellado (Guadalajara, Jalisco, México, 11 de marzo de 1996) es un futbolista mexicano, juega como mediocampista defensivo y su actual equipo es el FC Rànger's de la Primera división de Andorra.

## Trayectoria

### Club Universidad
Debutó en Primera División en julio de 2018, en el partido de jornada 1 del torneo Apertura Veracruz 0-2 UNAM.

### Venados FC
Para la temporada 2017-18 llega a Venados en calidad de préstamo por un año. Su primer juego con el equipo yucateco lo disputó el 21 de julio en liga ante Mineros de Zacatecas arrancando como titular y completando todo el encuentro. Mientras que su primer gol lo anotó el 11 de agosto ante Cafetaleros para darle el empate a su equipo al final del encuentro.

### FC Juárez
El 26 de diciembre de 2020 se da a conocer su llegada al FC Juárez. Su debut con el equipo se dio el 11 de enero ante el Pachuca en la jornada 1 de la liga, entró de cambio al minuto 45' por Francisco Contreras y al final el encuentro terminó empatado a uno.

### Atl. de San Luis
Para el Clausura 2022 para a ser nuevo jugador del Atlético de San Luis.

## Estadísticas
Actualizado el 17 de septiembre de 2023.
| C. Universidad · México                                                                    | 1.ª                 | 2016-17             | 0   | 0 | 0  | 0 | 1 | 0 | 1   | 0 |
| C. Universidad · México                                                                    | Total               | Total               | 0   | 0 | 0  | 0 | 1 | 0 | 1   | 0 |
| Venados F. C. · México                                                                     | 2.ª                 | 2017-18             | 31  | 2 | 2  | 0 | - | - | 33  | 2 |
| Venados F. C. · México                                                                     | Total               | Total               | 31  | 2 | 2  | 0 | 0 | 0 | 33  | 2 |
| C. Universidad · México                                                                    | 1.ª                 | 2018-19             | 29  | 1 | 10 | 1 | - | - | 39  | 2 |
| C. Universidad · México                                                                    | 1.ª                 | 2019-20             | 27  | 2 | 2  | 0 | - | - | 29  | 2 |
| C. Universidad · México                                                                    | 1.ª                 | 2020                | 16  | 1 | -  | - | - | - | 16  | 1 |
| C. Universidad · México                                                                    | Total               | Total               | 72  | 4 | 12 | 1 | 0 | 0 | 84  | 5 |
| F. C. Juárez · México                                                                      | 1.ª                 | C-2021              | 11  | 0 | -  | - | - | - | 11  | 0 |
| F. C. Juárez · México                                                                      | 1.ª                 | A-2021              | 4   | 0 | -  | - | - | - | 4   | 0 |
| F. C. Juárez · México                                                                      | Total               | Total               | 15  | 0 | 0  | 0 | 0 | 0 | 15  | 0 |
| Atl. de San Luis · México                                                                  | 1.ª                 | 2022                | 19  | 0 | -  | - | - | - | 19  | 0 |
| Atl. de San Luis · México                                                                  | 1.ª                 | 2022-23             | 16  | 0 | -  | - | - | - | 16  | 0 |
| Atl. de San Luis · México                                                                  | 1.ª                 | 2023-24             | 4   | 0 | -  | - | - | - | 4   | 0 |
| Atl. de San Luis · México                                                                  | Total               | Total               | 39  | 0 | 0  | 0 | 0 | 0 | 39  | 0 |
| Total en su carrera                                                                        | Total en su carrera | Total en su carrera | 157 | 6 | 14 | 1 | 1 | 0 | 172 | 7 |
| (1) Incluye datos de la Copa MX. (2) Incluye datos de la Liga de Campeones de la Concacaf. |                     |                     |     |   |    |   |   |   |     |   |